# پیپت نیوزیلندی
پیپت نیوزیلندی (نام علمی: Anthus novaeseelandiae) نام یک گونه از سرده پیپت است.

## طبقه‌بندی
آبرنگ اثر جورج فورستر که در دومین سفر جیمز کوک به اقیانوس آرام ساخته شد. این نقاشی هولوتایپ برای گونه است. پیپت نیوزلند به‌طور رسمی در سال ۱۷۸۹ توسط طبیعت‌شناس آلمانی یوهان فردریش گملین در ویرایش اصلاح‌شده و توسعه‌یافته‌اش از Systema Naturae اثر Carl Linnaeus توصیف شد. او آن را با چکاوک‌ها در تیره چکاوکان قرار داد و نام دوجمله‌ای Alauda novaeseelandiae را ابداع کرد. Gmelin روایت خود را بر اساس «کوچک نیوزیلندی» استوار کرد که در سال ۱۷۸۳ توسط پرنده‌شناس انگلیسی جان لاتام در اثر چندجلدی خود «چکیدهٔ کلی پرندگان» توصیف و نشان داده شده بود. جوزف بنکس، طبیعت‌شناس، نقاشی این پرنده را توسط جورج فورستر که جیمز کوک را در سفر دوم خود به اقیانوس آرام همراهی کرده بود، به لتهام داده بود. تصویر فورستر از نمونه جمع‌آوری شده در ملکه شارلوت ساند، یک فیورد در گوشه شمال غربی جزیره جنوبی نیوزلند گرفته شده است. این تصویر نمونه‌ای برای این گونه است و اکنون توسط موزه تاریخ طبیعی لندن نگهداری می‌شود. پیپت نیوزلندی در حال حاضر یکی از بیش از ۴۰ حفره! قرار گرفته در سردهٔ Anthus است که در سال ۱۸۰۵ توسط طبیعت‌شناس آلمانی یوهان ماتئوس بچشتاین معرفی شد.

## ویژگی‌ها
پرنده‌ای لاغر اندام به طول ۱۶ تا ۱۹ سانتی‌متر و وزن آن حدود ۴۰ گرم است. رنگ پرها قهوه‌ای کم‌رنگ با رگه‌های تیره است. قسمت‌های زیرتنه رنگ‌پریده با رگه‌هایی روی سینه است. روی چشم یک نوار کم‌رنگ و نوارهای ملاری و سبیلی تیره است. دم بلند دارای پرهای بیرونی سفید است و اغلب به سمت بالا و پایین تکان داده می‌شود. پاها بلند و قهوه‌ای مایل به صورتی است، در حالی که منقار باریک و قهوه‌ای است.

## اکولوژی
این پرنده دارای زیستگاه‌های باز، مانند علفزار، زمین‌های کشاورزی، حاشیه جاده‌ها، بستر رودخانه‌های خشک، تپه‌های ماسه‌ای و جنگل‌های باز است. روی زمین برای بی‌مهرگان کوچک مانند سوسک‌ها، عنکبوت‌ها و لارو حشرات جستجو می‌کند. همچنین دانه‌هایی مانند دانه‌های علف را می‌خورد. تعداد پرندگان در بخش‌هایی از نیوزیلند به دلیل بهبود مراتع، استفاده از آفت‌کش‌ها و شکار گونه‌های معرفی‌شده کاهش یافته است.